# Shinji Nakano
Shinji Nakano (japoneză 中野 信治, n. 1 aprilie 1971) este un pilot de curse auto japonez care a evoluat în Campionatul Mondial de Formula 1 între anii 1997 și 1998.

## Cariera în Formula 1
| Sezon | Echipă                   | Puncte      | Loc clasament general |
| ----- | ------------------------ | ----------- | --------------------- |
| 1997  | Prost Gauloises Blondes  | 2           | 18                    |
| 1998  | Fondmetal Minardi Team   | 0           | -                     |
| 1999  | Benson and Hedges Jordan | Pilot teste | -                     |

## Cariera în IndyCar
| Sezon | Echipă           | Puncte | Loc clasament general |
| ----- | ---------------- | ------ | --------------------- |
| 2003  | Beck Motorsports | 35     | 29                    |

1. ↑  Shinji Nakano